# Closet Land
Pour plus de détails, voir Fiche technique et Distribution.
Closet Land est un drame psychologique américain réalisé par Radha Bharadwaj, sorti en 1991. 
L'intégralité du film est basée sur l'échange entre une jeune prisonnière, jouée par Madeleine Stowe, et son interrogateur joué par Alan Rickman.

## Synopsis
Situé dans un pays non spécifié, une jeune romancière est enlevée à son domicile au milieu de la nuit et incarcérée dans une pièce sombre et froide. Elle est accusée d'avoir dissimulé des messages subversifs dans son œuvre pour enfants, intitulée Closet Land. 

Le livre en question raconte l'histoire d'une petite fille qui, à la suite d'un mauvais comportement, a été enfermée dans un placard en guise de punition. L'enfant est accueillie par un groupe d'alliés archétypes qui, innocemment, tentent de réconforter la petite fille apeurée. Le livre dans son intégralité, d'un contenu simple en apparence, est soupçonné par le gouvernement d'introduire et d'encourager des idées anarchistes dans l'esprit du jeune public ciblé. 
La jeune auteure est interrogée par un homme qui, bien qu'apparaissant calme et posé, usera de stratagèmes psychiques et de supplices durant tout l'entretien dans le but de la faire plier et de l'obliger à se repentir. Un duel en finesse va s'instaurer entre eux, chacun puisant au plus profond de lui-même pour se protéger de l'opposant. L'homme tentera de l'amadouer d'un côté et la torturera de l'autre, semant le trouble dans son esprit. La jeune femme résistera par tous les moyens pour assumer ses idées.
Bien que l'interrogateur soit convaincu que la jeune femme est coupable, le spectateur, lui, est convaincu de son innocence ou du moins, est influencé par son choix dans la mesure où elle fait preuve de courage ("Vous pouvez briser mon corps mais pas mon esprit"). On apprend plus tard que ce livre pour enfants a été conçu comme une sorte d’échappatoire, à la suite des violences sexuelles que l'auteure a enduré durant sa propre enfance.

## Fiche technique
- Titre : Closet Land
- Réalisation : Radha Bharadwaj
- Scénario : Radha Bharadwaj
- Production : Brian Grazer, Ron Howard et Janet Meyers
- Société de production : Universal Pictures
- Musique : Richard Einhorn
- Photographie : Bill Pope
- Montage : Lisa Zeno Churgin
- Décors : Eiko Ishioka
- Costumes : Eiko Ishioka
- Directeur artistique : Ken Hardy
- Pays de production : États-Unis
- Langue : anglais
- Format : Couleurs - 1,85:1 - Dolby - 35 mm
- Genre : Drame, thriller
- Dates de sortie : 
  - États-Unis : 6 mars 1991
  - France : 1er juin 1994

## Distribution
- Alan Rickman : l'interrogateur
- Madeleine Stowe : la romancière